# Lupinus malacotrichus
Lupinus malacotrichus är en ärtväxtart som beskrevs av Charles Piper Smith. Lupinus malacotrichus ingår i släktet lupiner, och familjen ärtväxter. Inga underarter finns listade i Catalogue of Life.